# Bourg-et-Comin
Bourg-et-Comin ist eine französische Gemeinde im Département Aisne mit 809 Einwohnern (Stand: 1. Januar 2022) in der Région Hauts-de-France (bis 2016: Picardie). Sie gehört zum Arrondissement Laon, zum Kanton Villeneuve-sur-Aisne und zum Gemeindeverband Chemin des Dames. Die Bewohner werden Bourcominoises genannt.

## Geografie
Die Gemeinde Bourg-et-Comin liegt am Südabhang des Höhenzuges Chemin des Dames an der Aisne, etwa 30 Kilometer nordwestlich von Reims. Hier zweigt der Oise-Aisne-Kanal vom Aisne-Seitenkanal ab. Nachbargemeinden von Bourg-et-Comin sind Vendresse-Beaulne im Norden, Moulins und Paissy im Nordosten, Cuissy-et-Geny und Œuilly im Osten, Les Septvallons mit Villers-en-Prayères im Südosten und Süden, Viel-Arcy im Süden und Südwesten, Pont-Arcy im Südwesten und Westen sowie Moussy-Verneuil im Westen und Nordwesten.

## Bevölkerungsentwicklung
| Jahr                       | 1962 | 1968 | 1975 | 1982 | 1990 | 1999 | 2006 | 2012 | 2021 |
| Einwohner                  | 522  | 515  | 563  | 536  | 535  | 678  | 730  | 820  | 810  |
| Quellen: Cassini und INSEE |      |      |      |      |      |      |      |      |      |

## Sehenswürdigkeiten
- Kirche Saint-Martin, Monument historique seit 1919

|  |  |

- Wohnhöhlen (französisch: Habitat troglodytique, lokal Creûte)

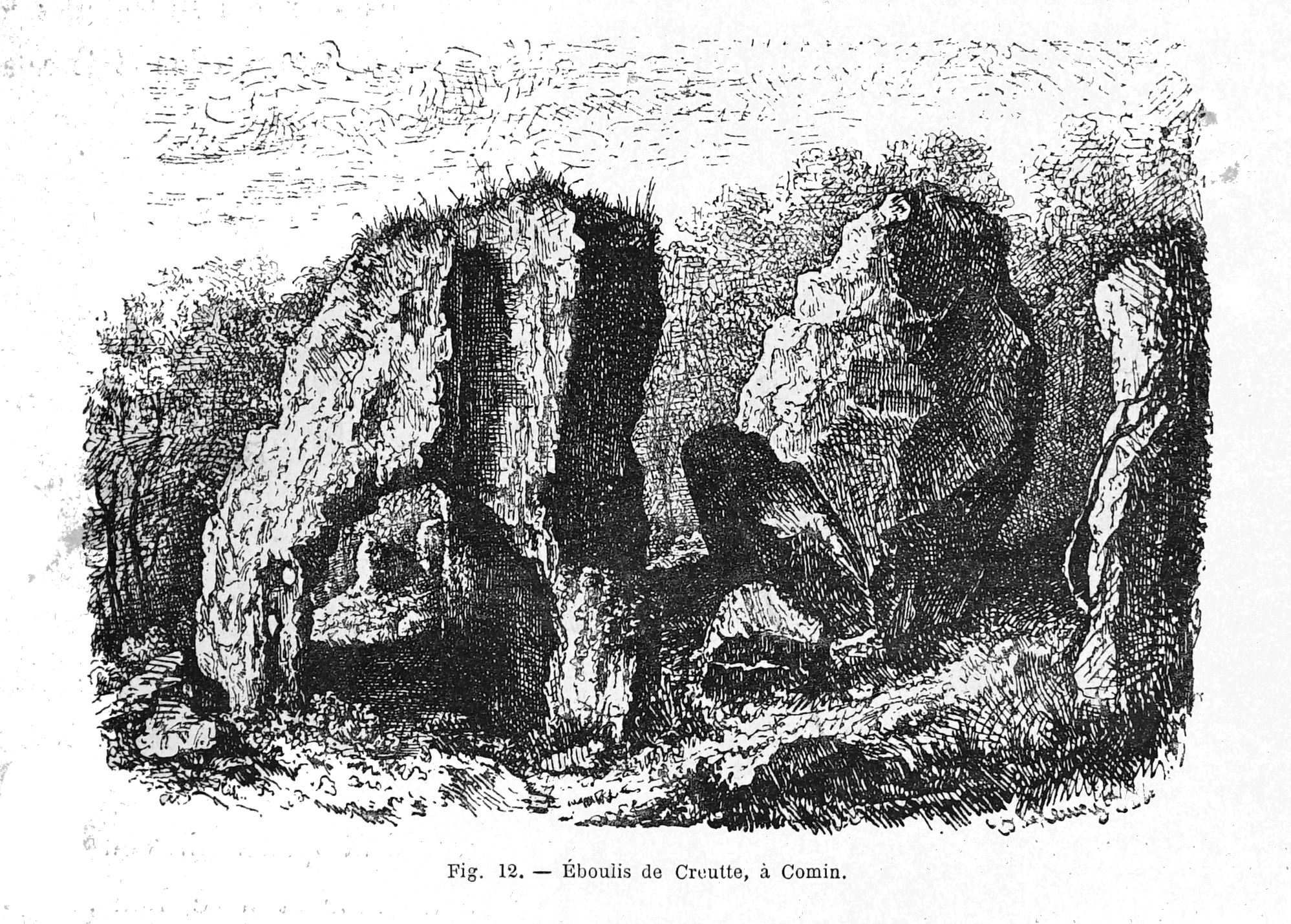
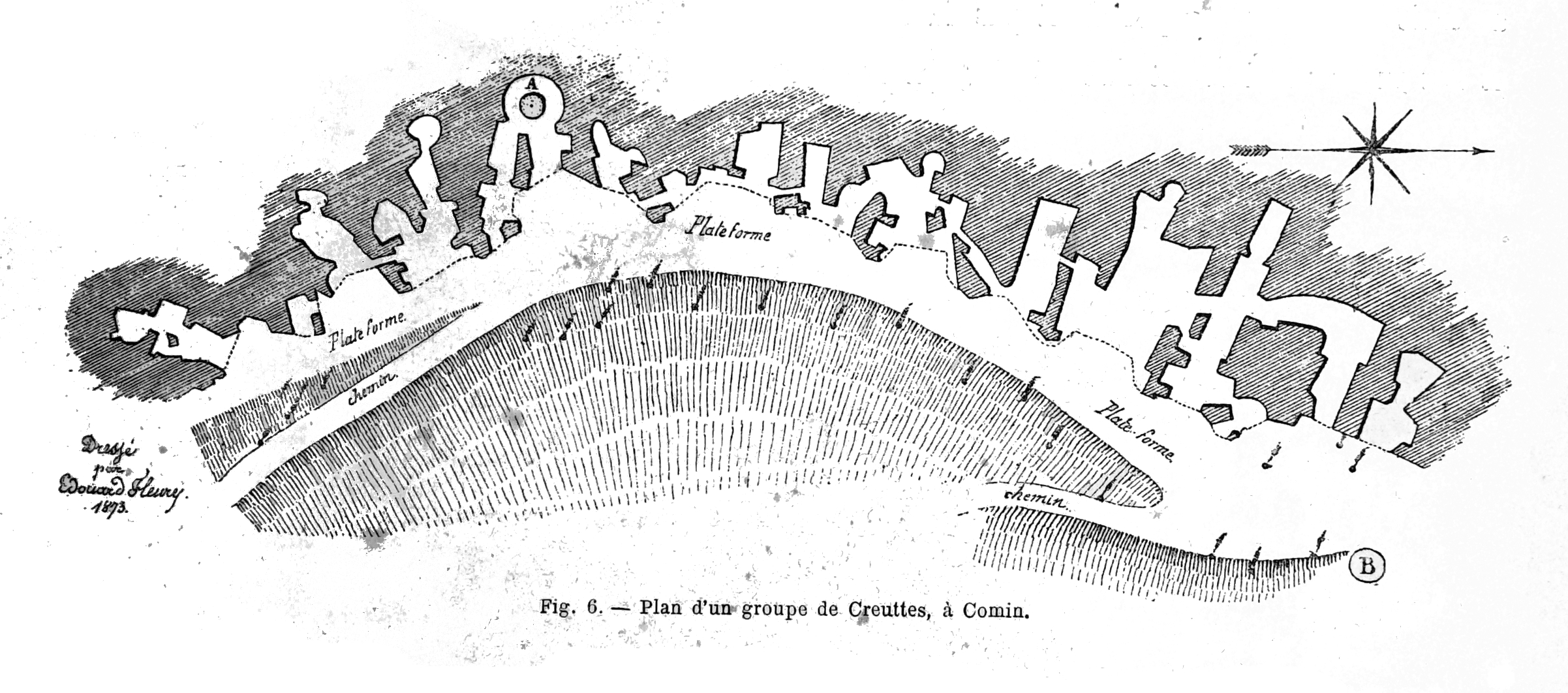
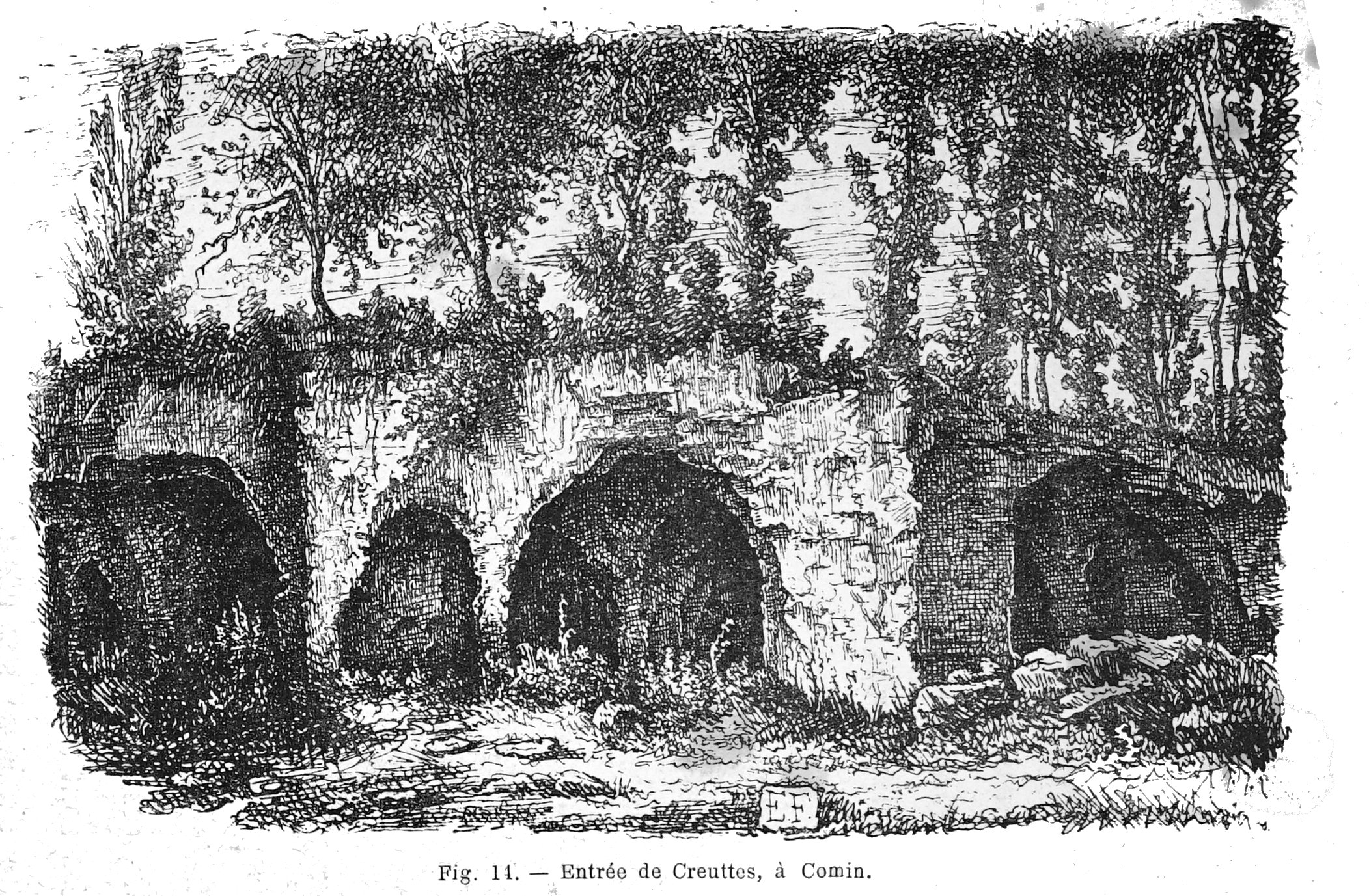
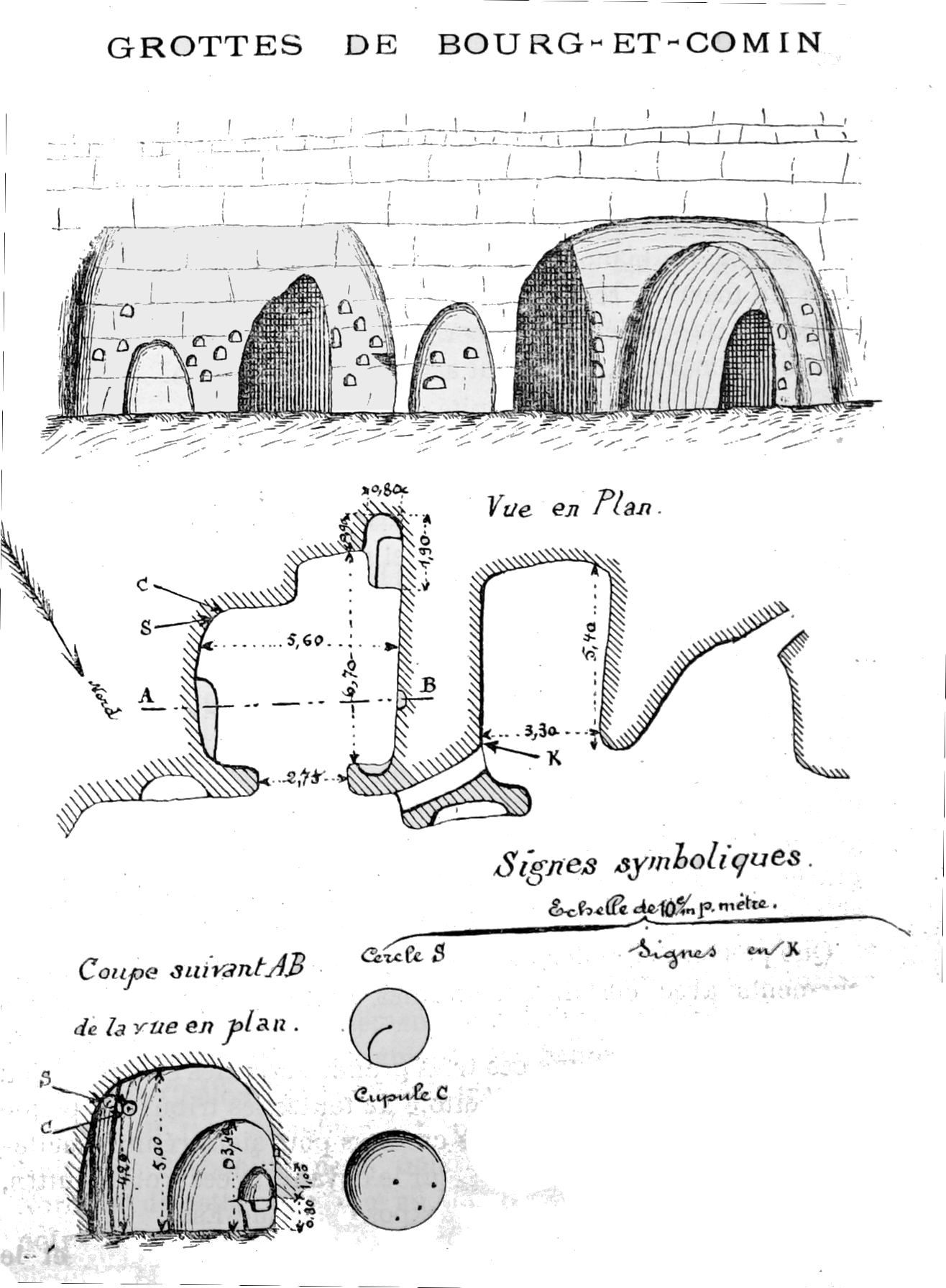